# Wolfgang Schmeltzl

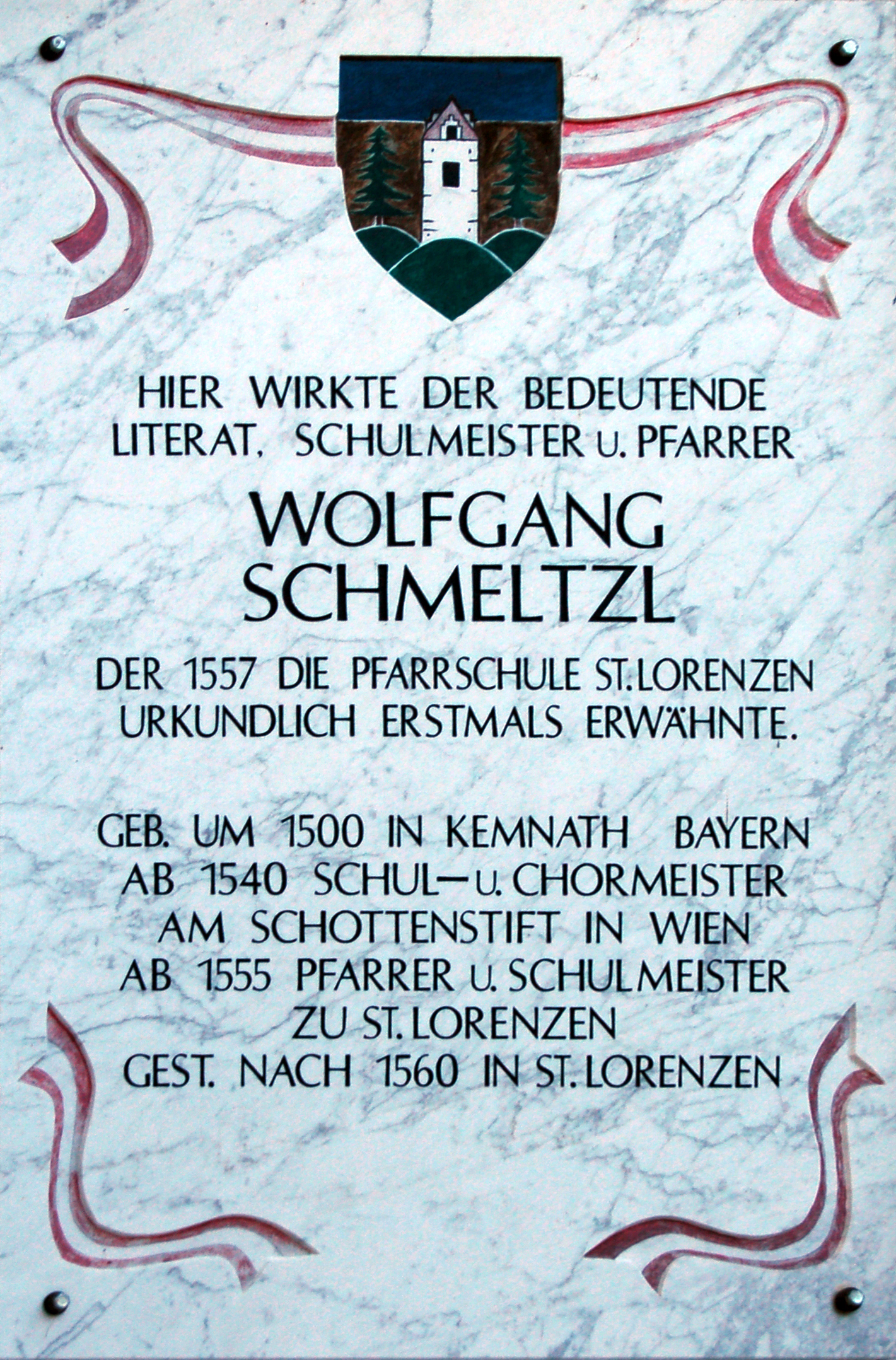
Gedenktafel für Wolfgang Schmeltzl an der Volksschule in St. Lorenzen am Steinfelde

Wolfgang Schmeltzl (* um 1500/05 in Kemnath (Oberpfalz); † um 1564 in St. Lorenzen am Steinfelde, heute zu Ternitz (Niederösterreich)) war ein Komponist, Dichter, Schulmeister und katholischer Pfarrer.

## Leben und Werk
Schmeltzl wirkte als Kantor im Benediktinerkloster Kastl und in Weiden in der Oberpfalz. Nachdem die Oberpfalz 1538 protestantisch geworden war, ging er nach Wien, wo er am Schottenstift als Schulmeister wirkte und einige biblische Theaterstücke verfasste. Nach 1554 ist er als katholischer Pfarrer von St. Lorenzen bezeugt.
Musikhistorisch bedeutsam ist neben den erhaltenen biblischen Dramen sein Liederbuch Guter, seltzamer und kunstreicher teutscher Gesang (Nürnberg 1544), das als eine der wichtigsten Quellen der Geschichte des Quodlibets gilt.

## Würdigung
Im Jahr 1898 wurde in Wien-Leopoldstadt (2. Bezirk) in abweichender Schreibweise die Wolfgang-Schmälzl-Gasse nach ihm benannt.

## Werkausgaben

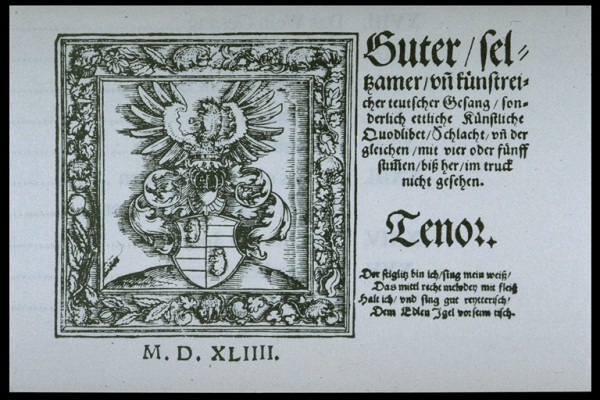
Titelbild des Liederbuches Guter seltzsamer und künstreicher teutscher Gesang

- Cora Dietl, Manfred Knedlik (Hrsg.): Wolfgang Schmeltzl: Sämtliche Schriften Band 1: Das dramatische Werk. LIT-Verlag, Wien/Münster 2009, ISBN 978-3-8258-1630-8.
- Ella Triebnigg (Hrsg.): Wolfgang Schmeltzl. Der Wiener Hans Sachs. Eine Auslese seiner Werke. Gerlach & Wiedling, Wien 1915 (Digitalisat; PDF; mit Literaturverzeichnis).
- August Silberstein (Hrsg.): Ein Lobspruch der Stadt Wien in Österreich (1548). Sprachlich erneuert und bearbeitet nebst Einleitung und Anmerkungen. A. Hartleben, Wien-Pest-Leipzig 1892 (archive.org – Kopie von Google books).